# Vsevolod Ermakov
Vsevolod Viktorovič Ermakov (in russo Всеволод Викторович Ермаков?; San Pietroburgo, 6 gennaio 1996) è un calciatore russo, portiere del Bars.

## Carriera
Cresciuto nel settore giovanile del Krasnodar, nel 2016 si trasferisce in Armenia, firmando per lo Širak, scendendo in campo nelle sole gare di coppa. Gioca successivamente, senza trovare spazio da titolare, con le maglie di Torpedo Armavir e Zenit Iževsk. Nel 2018 torna nuovamente allo Širak, rimanendovi due stagioni da titolare. Nel 2020 passa all'Ararat.

## Palmarès

### Club

#### Competizioni nazionali
- Coppa d'Armenia: 2

Širak: 2016-2017
Ararat: 2020-2021